# Pakkoruotsi
Pakkoruotsi er et finsk udtryk, der betyder obligatorisk svenskundervisning i finske skoler. Det svenske sprog blev i årene 1972 - 1977  et obligatorisk fag i folkeskolen i Finland. I 1980'erne blev den obligatoriske undervisning i det svenske sprog indført på erhvervsskolerne. For eksempel har det at lære svensk altid været obligatorisk i gymnasiet og på universitetet i Finland, men siden 2004 er svensk ikke længere et obligatorisk fag i studentereksamen.
.
For alle, som går i en finsksproget grundskole i Finland, er det obligatorisk at lære svensk i syvende, ottende og niende klasse. Derudover er det obligatorisk at lære svensk, for eksempel i gymnasiet (dog ikke i studentereksamen efter 2004), universitet, erhvervsskole, professionshøjskole, handelshøjskole, handelshøjskole, politiskole, teaterhøjskole og dels i hær. I 2016 blev den obligatoriske indlæring af svensk i folkeskolen fremrykket til at starte allerede i sjette klasse, og igen i 2024 blev den obligatoriske indlæring af svensk i folkeskolen øget.
Mange finner ønsker at gøre svensk til et valgfrit fag i stedet for at tvinge eleverne til at lære det. Det kan jo anses at være unødvendigt for en person, som bor langt inde i det østlige Finland, flere hundrede kilometer fra den nærmeste svensktalende bygd, at skulle lære et sprog, som vedkommende måske kun kommer til at bruge nogle få gange i sit liv.
Argumenterne for og imod er mange; bl.a. synes fortalerne, at det giver Finland en højere grad af fællesskab med det øvrige Norden, og at en stor del af den nationale kultur er skrevet på svensk.